# Festival de la Cançó d'Eurovisió 1989
El XXXIV Festival de la Cançó d'Eurovisió fou retransmès el 6 de maig de 1989 des de Lausana, Suïssa. Els presentadors van ser Lolita Morena i Jacques Deschenaux, i la victòria va ser per al representant de Iugoslàvia, Riva amb la cançó "Rock Me".

## Final

Països participants.
Països que hi van participar al passat però no el 1989.

| Núm. | País                | Intèrpret(s)                           | Cançó                         | Posició | Pts |
| ---- | ------------------- | -------------------------------------- | ----------------------------- | ------- | --- |
| 01   | Països Baixos       | Justine Palmelay                       | Blijf zoals je bent           | 15      | 45  |
| 02   | Xipre               | Fani Polymeri & Yiannis Savvidakis     | Apopse as vrethume            | 11      | 51  |
| 03   | Noruega             | Britt-Synnøve Johansen                 | Venners nærhet                | 17      | 30  |
| 04   | França              | Nathalie Pâque                         | J'ai volé la vie              | 8       | 60  |
| 05   | Finlàndia           | Anneli Saaristo                        | La dolce vita                 | 7       | 76  |
| 06   | Irlanda             | Kiev Connolly & The Missing Passengers | The real me                   | 18      | 21  |
| 07   | Àustria             | Thomas Forstner                        | Nur ein lied                  | 5       | 97  |
| 08   | Islàndia            | Daníel Ágúst Haraldsson                | Það sem enginn sér            | 22      | 0   |
| 09   | Espanya             | Nina                                   | Nacida para amar              | 6       | 88  |
| 10   | Israel              | Gili & Galit                           | Derech hamelech               | 12      | 50  |
| 11   | Itàlia              | Anna Oxa & Fausto Leali                | Avrei voluto                  | 10      | 56  |
| 12   | Regne Unit          | Live Report                            | Why do I always get it wrong? | 2       | 130 |
| 13   | Luxemburg           | Park Café                              | Monsieur                      | 20      | 8   |
| 14   | Suïssa              | Furbaz                                 | Viver senza tei               | 13      | 47  |
| 15   | Dinamarca           | Birthe Kjær                            | Vi maler byen rød             | 3       | 111 |
| 16   | Portugal            | Da Vinci                               | Conquistador                  | 16      | 39  |
| 17   | Alemanya Occidental | Nino de Angelo                         | Flieger                       | 14      | 46  |
| 18   | Turquia             | Pan                                    | Bana, bana                    | 21      | 5   |
| 19   | Iugoslàvia          | Riva                                   | Rock me                       | 1       | 137 |
| 20   | Suècia              | Tommy Nilsson                          | En dag                        | 4       | 110 |
| 21   | Bèlgica             | Ingeborg                               | Door de wind                  | 19      | 13  |
| 22   | Grècia              | Mariana Efstratiou                     | To diko sou asteri            | 9       | 56  |